# Prezidentské volby v Íránu 2024
Předčasné prezidentské volby v Íránu se konaly 28. června a 5. července. Zvítězil v nich Masúd Pezeškján, který ve druhém kole získal 54,76 % hlasů.
Důvodem konání voleb byla smrt prezidenta Ebráhíma Raisího, který zemřel 19. května 2024 při letecké nehodě. Úřadujícím prezidentem se pak stal první viceprezident Muhammad Mochber.

## Potenciální kandidáti
- Mehrdad Bazrpash, ministr silnic a městského rozvoje (2022–2024)[4]
- Mohammad Bagher Ghalibaf, mluvčí Islámského poradního shromáždění (od roku 2020)[4][5]
- Abdonnaser Hemmati, guvernér centrální banky Íránu (2018–2021)[4]
- Eshaq Jahangiri, první viceprezident Íránu (2013–2021)[5]
- Mohammad-Javad Azari Jahromi, ministr informačních a komunikačních technologií (2017–2021)[4]
- Saíd Džalílí, tajemník Nejvyšší rady národní bezpečnosti (2007–2013)[4]
- Alí Larídžání, mluvčí Islámského poradního shromáždění (2008–2020)[4][6]
- Sajid Mohammad, poradce prezidenta (2021–2022)[4]
- Muhammad Mochber, úřadující prezident (od 2024)[4]
- Alí Akbar Sálehí, vědec a bývalý ministr zahraničí (2009–2010; 2013–2021)[4]
- Ali Shamkhani, tajemník Nejvyšší rady národní bezpečnosti (2013–2023)[4]
- Alireza Zakani, starosta Teheránu (od roku 2021)[4]
- Mohammad Džavád Zaríf, bývalý ministr zahraničí (2013–2021)[4]